# Nicholas Evans
Nicholas Evans (ur. 26 lipca 1950 w Bromsgrove, zm. 9 sierpnia 2022) – angielski prozaik, scenarzysta oraz producent filmowy i telewizyjny.
Urodził się w Bromsgrove, tam też uczęszczał do szkoły. W późniejszym czasie podróżował po Afryce, gdzie pracował dla międzynarodowej organizacji charytatywnej, Voluntary Service Overseas. Po powrocie ukończył studia na Wydziale Prawa Uniwersytetu Oksfordzkiego. Po studiach pracował jako reporter w „Evening Chronicle” w Newcastle upon Tyne.
W 1995 roku zadebiutował jako prozaik powieścią Zaklinacz koni. Książkę okrzyknięto „największą sensacją wydawniczą ostatniej dekady”, przetłumaczono na 40 języków i sprzedano 15 milionów egzemplarzy. Jej sukces sprawił, że Evans zajął się na poważnie literaturą. Na podstawie tej powieści Robert Redford nakręcił w 1998 film pod tym samym tytułem.
Mieszkał w hrabstwie Devon. Miał troje dzieci – synów Maxa i Harry`ego oraz córkę Lauren. Jego żoną była brytyjska piosenkarka Charlotte Gordon Cumming.

## Powieści wydane w Polsce
- Zaklinacz koni (The Horse Whisperer, 1995), wyd. polskie 1996, przeł. Paweł Witkowski[2]
- W pętli (The Loop, 1998), wyd. polskie 1998, przeł. Jerzy Łoziński[3]
- Serce w ogniu (The Smoke Jumper, 2001), wyd. polskie 2001, przeł. Jerzy Łoziński[4]
- Przepaść (The Divide, 2005), wyd. polskie 1996, przeł. Jacek Manicki[5]
- Odważni (The Brave, 2011), wyd. polskie 2011, przeł. Maria Olejniczak-Skarsgård[6]